# Расторгуев, Андрей Иванович
Андре́й Ива́нович Расторгу́ев (14 июля 1894, Сенгилей, Симбирская губерния — 22 декабря 1970, Москва) — священнослужитель Русской православной церкви, митрофорный протоиерей, настоятель Храма Воскресения Христова в Сокольниках. В 1923—1944 годы — деятель обновленчества.
Тезоименитство: 4 (17) июля (святителя Андрея Критского).

## Биография
В 1908 году окончил Симбирское духовное училище. В 1914 году окончил Симбирскую духовную семинарию и поступил в Московскую Духовную академию.
После окончания третьего курса в 1917 году был призван на военную службу. Окончил военное училище. 19 августа 1917 года архиепископом Симбирским и Сызранским Вениамином (Муратовским) рукоположен в сан иерея и стал священником одного из пехотных полков.
18 марта 1918 года арестован за «отказ содействовать советской власти».
19 мая 1920 года назначен клириком Покровского собора города Сенгилея Симбирской епархии.
7 декабря 1920 года постановлением Симбирского губернского ревтрибунала приговорен к 3 годам лагерей условно.
15 июня 1922 года назначен настоятелем Покровского собора города Сенгилея. 10 декабря 1922 года возведён в сан протоиерея.
В 1923 году уклонился в обновленческий раскол. Анатолий Краснов-Левитин, познакомившийся с ним в 1943 году, написал: «Я всегда спрашивал себя, что привело к обновленчеству этого устойчивого, консервативного человека. Однажды я задал этот вопрос своему шефу [А. И. Введенскому]. „Ну, что вы, какой он обновленец, — получил я быстрый ответ, — просто семейные обстоятельства“».
2 октября 1923 года назначен настоятелем Покровской церкви Сызрани. 24 октября того же года назначен священником Димитриевской церкви села Горюшки Сенгилеевского уезда. Затем вновь настоятель Покровского собора Сызрани.
В октябре 1925 года был участником «Третьего Всероссийского Поместного Собора» (второго обновленческого).
В 1928 году, будучи в браке, хиротонисан во епископа Сызранского, викария Самарской епархии. Кафедра располагалась в Покровской церкви города Сызрани.
В 1930 году становится правящим епископом Сызранским и председателем обновленческого Сызранского епархиального управления. 7 апреля 1931 года возведен в сан архиепископа.
В апреле 1935 года назначен архиепископом Александровским и Юрьевским. Кафедра располагалась в Боголюбской кладбищенской церкви города Александрова.
9 сентября 1935 года уволен от управления Александровской обновленческой епархией ввиду «выяснившейся неспособности управлять епархиальными делами» и назначен настоятелем Рождество-Богородицкого собора в Орехове-Зуеве Московской обновленческой епархии.
9 декабря 1936 года назначен архиепископом Калужским и Боровским. Кафедра располагалась в Иоанно-Предтеченской церкви Калуги.

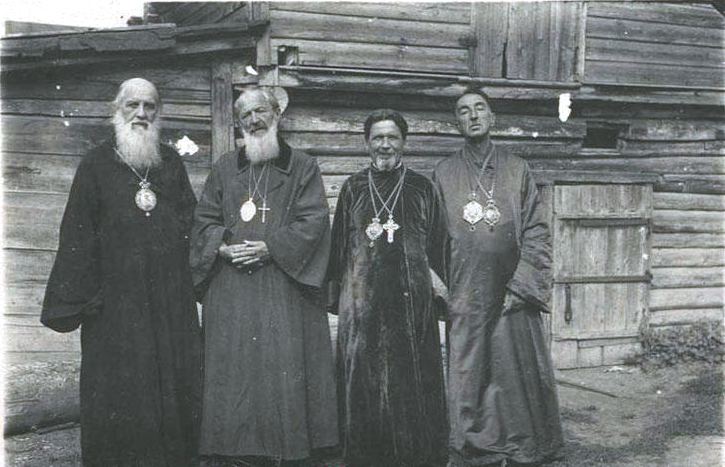
Виталий (Введенский), Филарет (Яценко), Андрей (Расторгуев) и Александр Введенский в эвакуации в Ульяновске

В 1939 года осуждён за неуплату налогов и приговорён к году принудительных работ (обычная практика тех лет — назначали духовенству очень высокие налоги, а затем карали за их неуплату). Срок отбыл.
В феврале 1941 года уволен за штат и исключён из списков обновленческих иерархов.
7 января 1943 года вновь назначен обновленческим архиепископом Ульяновским и Мелекесским.
Анатолий Краснов-Левитин, лично знавший его в то время, оставил о нём такие воспоминания: «Всё обнаруживало в архиепископе Андрее властного, деловитого, крепкого хозяина, начиная от синей бархатной рясы, кончая кучерски выбритым затылком. Волжская окающая речь (он был выходцем из весьма известной на Волге старообрядческой торговой семьи), властные окрики на причётников — и, наряду с этим, елейность, степенность, уставная строгость — от него таки веяло Мельниковым-Печерским. Он любил служить, служил истово, чинно. Его заветной мечтой было построить службу точно по Типикону. <…> Он хорошо знал В. С. Соловьёва, интересовался искусством, хорошо знал живопись, театр. Человек солидный и рассудительный, архиепископ Андрей питал непреодолимое отвращение ко всему экстравагантному, эксцентричному».
5 апреля 1943 года назначен архиепископом Звенигородским, викарием Московской обновленческой епархии.
В 1943 году властями был взят курс на ликвидацию обновленческий структур, осенью того же года обновленческие иерархи начали массово переходить в Патриаршую Церковь. 21 декабря 1943 года, по принесении покаяния, был принят Патриархом Сергием в общение в сане протоиерея и назначен настоятелем Воскресенского храма в Сокольниках, где прослужил 25 лет.
В 1944 года награждён митрой и зачислен в число преподавателей Богословского Института по древнееврейскому языку.
Был заметной фигурой среди московских протоиереев. Протоиерей Александр Мень, в юношеские годы (в конце 40-х — начале 50-х годов) прислуживавший в Воскресенском храме отмечает, знакомство протоиереем Андреем Расторгуевым ему «очень много дало».
С 1951 по 1954 год служил в Берлинской епархии сначала как проповедник, а затем как настоятель Воскресенского храма в Берлине.
После возвращения в Москву в 1954 году был благочинным храмов Преображенского благочиния и состоял членом Учебного комитета при Священном Синоде.
Несомненные пастырские дарования уживались в отце Андрее с далеко шедшими компромиссами с властями. В течение всей жизни отец Андрей не брал отпуска для отдыха, считая, что священнослужитель, только будучи больным, может не бывать в храме.
Имел все священнические награды, а также церковные ордена Александрийской, Антиохийской, Иерусалимской и Чехословацкой Православных Поместных Церквей.
Скончался 22 декабря 1970 году в Москве. Похоронен на Преображенском кладбище Москвы.